# Alexander Aeschbach
Alexander Aeschbach, född den 9 juni 1974 i Dürrenäsch, är en schweizisk före detta bancyklist (professionell 1999–2013) som var specialist på sexdagarslopp i vilka han tog åtta segrar, samtliga med landsmannen Franco Marvulli som partner och tillsammans blev de även europamästare i madison.

## Meriter – bana
| 2001 4:a i madison med Franco Marvulli 2002 10:a i madison med Franco Marvulli 2004 5:a i poänglopp 2005 8:a i poänglopp 2006 5:a i poänglopp 5:a i madison med Franco Marvulli 2001 2:a i omnium (uthållighet) 2002 2:a i omnium (uthållighet) 2005 Europamästare i madison med Franco Marvulli | 2001/2002 Vinnare av Grenobles sexdagars med Franco Marvulli 2002/2003 Vinnare av Moskvas sexdagars med Franco Marvulli 2003/2004 Vinnare av Grenobles sexdagars med Franco Marvulli 2004/2005 Vinnare av Grenobles sexdagars med Franco Marvulli 2006/2007 Vinnare av Stuttgarts sexdagars med Franco Marvulli och Bruno Risi Vinnare av Grenobles sexdagars med Franco Marvulli 2009 (juli) Vinnare av Fiorenzuolas sexdagars med Franco Marvulli 2010/2011 Vinnare av Grenobles sexdagars med Franco Marvulli Individuellt blev Aeschbach schweizisk mästare i: \| Poänglopp[4] \| \| 1996, 2002, 2003, 2006 \| \| Individuellt förföljelselopp[5] \| \| 2001 \| \| Madison[6] \| \| 2009 (med Tristan Marguet) \| |                            |
| Poänglopp | | 1996, 2002, 2003, 2006     |
| Individuellt förföljelselopp | | 2001                       |
| Madison | | 2009 (med Tristan Marguet) |

## Meriter – landsväg[7]
2000
10:a i individuellt tempolopp vid Schweiziska mästerskapen
2010
2:a i individuellt tempolopp vid Schweiziska mästerskapen
2011
7:a i individuellt tempolopp vid Schweiziska mästerskapen